# ハーリド・ハウジャ
ハーリド・ハウジャ （アラビア語: خالد خوجة、トルコ語: Halit Hoca、英語: Khaled Khoja、1965年7月4日 - ）はシリアの政治家、元シリア国民連合議長。
ダマスカス出身のシリア系トルクメン人。 バッシャール・アル＝アサド政権時代に二度拘束され、後にトルコのイズミル大学で医学を学ぶ。シリア内戦が発生した2011年以降、同年10月に結成されたシリア国民評議会など、複数の反政府組織の設立に参加した。シリア国民連合議長に選出される前には駐土シリア国民連合代表を歴任した。

## 脚註
1. ↑  “Vice President of the Coalition”. Etilaf. 2015年5月7日時点のオリジナルよりアーカイブ。2015年5月21日閲覧。
2. ↑  “Profile: Khaled Khoja, Syria opposition chief”. BBC News.  BBC. 2015年4月24日閲覧。